# Casa Mir
|  | Per a altres significats, vegeu «Casa Mir (Vilanova i la Geltrú)». |

La Casa Mir és una casa d'inspiració modernista a la Plaça Espanya de Maó, i fou dissenyada per l'arquitecte municipal Francesc Femenías. Té quatre pisos i mira cap al port de la ciutat. Combina els colors blanc i groc clar, amb unes grans finestres a la façana principal, i amb alguns vidres tintats de color verd, taronja i blau. És sobre la Costa de Ses Voltes, l'accés principal al Port de Maó per als vianants i els automòbils. A més, està enfrontada, respecte a aquest accés, amb el Claustre del Carme i la peixateria municipal.